# Bomolochus minus
Bomolochus minus – gatunek widłonoga z rodziny Bomolochidae. Opisali go w 2005 roku biolodzy Lin Ching-Long i Ho Ju-Shey. Okazy typowe (wyłącznie samice) pozyskano ze skrzeli morskich ryb dennych pięciu gatunków (Chrysochir aureus, Gerres filamentosus, Johnius amblycephalus Johnius belangerii i Pennahia pawak) złowionych w wodach wokół Tajwanu i wyładowanych w portach rybackich Sheng-dah, Mi-tuo i Dong-shi.